# Grube Buchwald
Die  Grube Buchwald war ein Erzbergwerk bei Löhnberg auf dem Gebiet der Ortschaft Ahausen im Landkreis Limburg-Weilburg. Sie gilt als typisch für den Bergbau im Lahn-Dill-Gebiet und steht unter Denkmalschutz. Die Gebäude und Anlagen sind zum großen Teil noch erhalten.

## Geographie

### Geographische Lage
Die Grube liegt am linken Lahnufer, gegenüber von Löhnberg und etwa einen Kilometer nördlich von Ahausen am Südwesthang des Bornberges. 

## Geschichte
Nach der erstmaligen Verleihung der Bergrechte auf Roteisenstein (Hämatit) im Jahre 1829 erhielt diese 1887 die Essener Firma Krupp. Diese ließ 1906 bis 1909 weiter nördlich einen neuen, 600 m langen Stollen auffahren. Der Abtransport der Eisenerze erfolgte über den Bahnhof Löhnberg am gegenüberliegenden Lahnufer. Im Jahr 1918 wurde eine Hängebrücke errichtet, die die Grube direkt mit dem Bahnhof Löhnberg verband. Ab 1927 wurde das Eisenerz in einer Erzwäsche vor Ort aufbereitet. Im Jahr 1948 wurde die Grube stillgelegt und ein Teil der Tagesanlagen als Wohngebäude genutzt. In der Betriebsperiode von 1906 bis 1948 wurden 373.000 t Roteisenstein gefördert. 

## Nachnutzung
Während die Gebäude leerstehen, wird die Werksbrücke als Fahrrad- und Fußgängerbrücke genutzt.

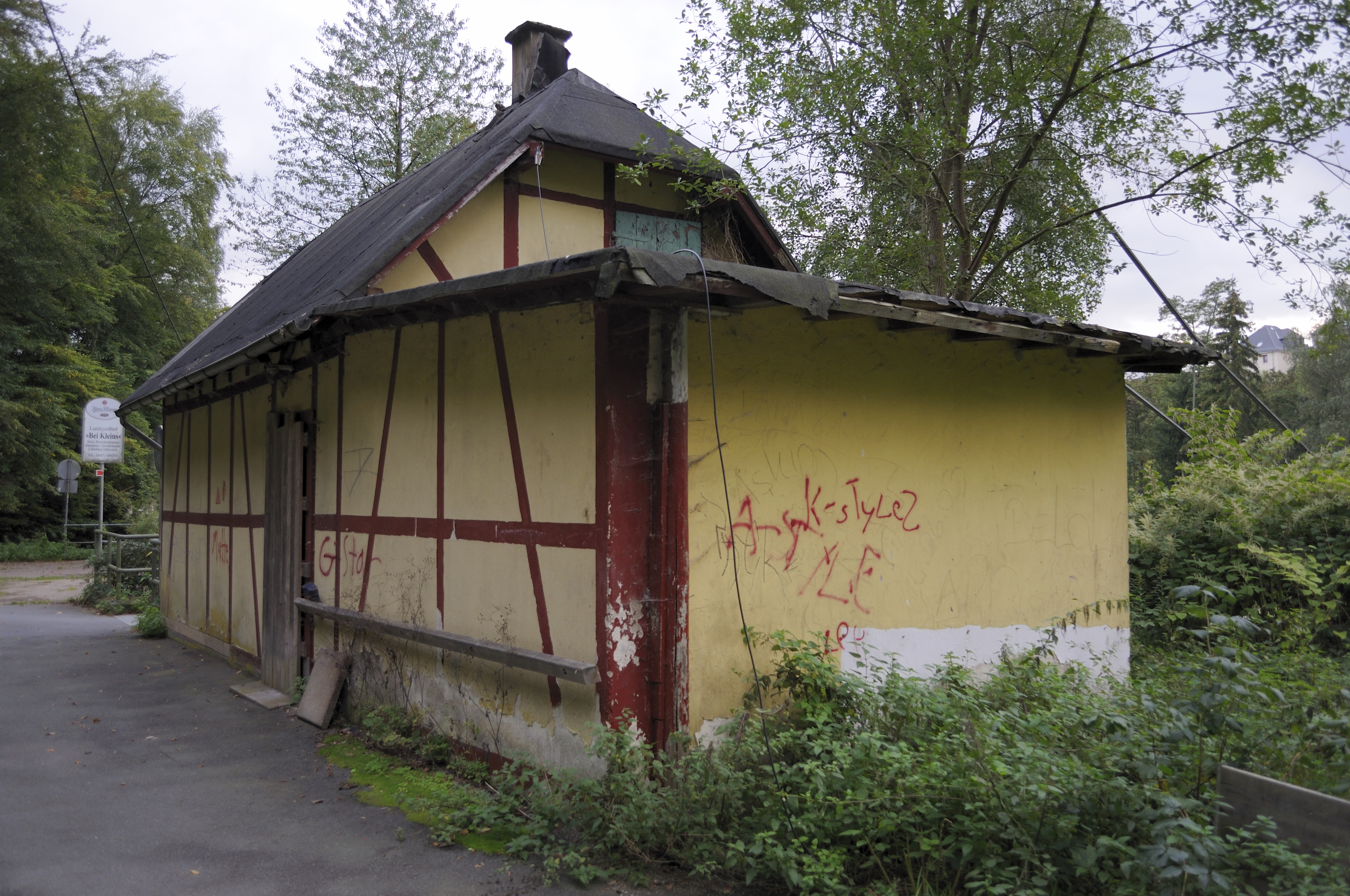
Brückenhäuschen mit Krüppelwalmdach
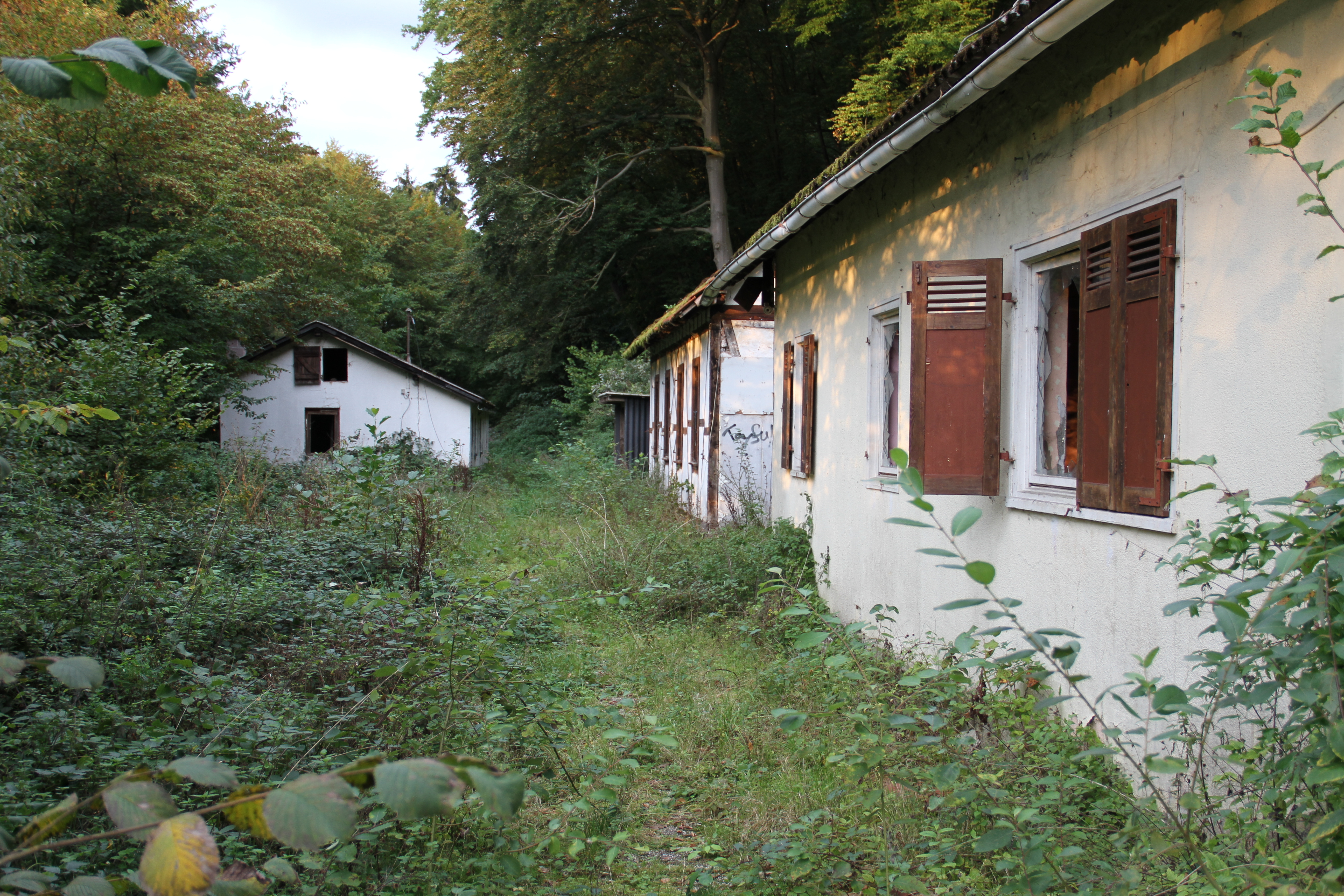
Schlosserei und Schreinerei